# NGC 5452
NGC 5452 é uma galáxia espiral barrada (SBcd) localizada na direcção da constelação de Ursa Minor. Possui uma declinação de +78° 13' 14" e uma ascensão recta de 13 horas, 54 minutos e 24,3 segundos.
A galáxia NGC 5452 foi descoberta em 20 de Dezembro de 1797 por William Herschel.